# Dumbrăveni, Constanța
Dumbrăveni là một xã ở hạt Constanţa, România.
Xã này có 2 làng:
- Dumbrăveni (tên lịch sử: Hairanchioi, tiếng Thổ Nhĩ Kỳ: Hayranköy)
- Furnica (tên lịch sử: Şchender, tiếng Thổ Nhĩ Kỳ: İskender)